# Axel Bengelsdorff
Axel Leopold Ernst Bengelsdorff (* 11. März 1814 in Eixen; † 14. Januar 1891 in Greifswald) war ein deutscher Arzt.

## Leben
Bengelsdorff war ein Sohn von Christian Friedrich Bengelsdorff und dessen Ehefrau Eleonora, geb. Sievert. Er studierte Medizin an den Universitäten Halle-Wittenberg und Berlin und wurde vor allem von Peter Krukenberg geprägt. 1832/33 war er Mitglied der Burschenschaft Germania.
Nach der Promotion am 6. Dezember 1837 ließ er sich in Greifswald als praktischer Arzt nieder. Zur Zeit der Deutschen Revolution war er 1848 Kompanieführer der freiwilligen Bürgerwehr in Greifswald; er vertrat dort die Interessen des liberalen Bürgertums. Später wurde er zum Geheimen Sanitätsrat ernannt. Als Privatdozent hielt er Vorlesungen an der Königlichen Universität zu Greifswald. Er schrieb einige gynäkologische Publikationen.

## Schriften
- De morbis quibusdam encephali organicis. Berlin 1837 (Universität Berlin, Medizinische Dissertation, 6. Dezember 1837; Digitalisat).

## Nachweise
1. ↑  Ernst Julius Gurlt: Medicinisch-naturwissenschaftlicher Nekrolog des Jahres 1891. In: Archiv für pathologische Anatomie und Physiologie und für klinische Medicin. Band 127, Nummer 3, März 1892, S. 520, doi:10.1007/BF01883303. Die dort zitierte Todesnachricht in Leopoldina, Heft 27, 1891, S. 60 (Digitalisat), enthält kein genaues Todesdatum.
2. ↑  Hans Schröder, Festschrift 1956

| Personendaten    | Personendaten                                         |
| ---------------- | ----------------------------------------------------- |
| NAME             | Bengelsdorff, Axel                                    |
| ALTERNATIVNAMEN  | Bengelsdorff, Axel Leopold Ernst (vollständiger Name) |
| KURZBESCHREIBUNG | deutscher Arzt                                        |
| GEBURTSDATUM     | 11. März 1814                                         |
| GEBURTSORT       | Eixen                                                 |
| STERBEDATUM      | 14. Januar 1891                                       |
| STERBEORT        | Greifswald                                            |